# Plymouth Argyle Football Club
Il Plymouth Argyle Football Club, meglio noto come Plymouth, è una società calcistica inglese con sede nella città di Plymouth. Milita in Football League One, terza serie del campionato inglese di calcio.

## Storia
Fondato nel 1886 come Argyle Football Club, sciolto nel 1894, venne rifondato nel 1897 e l'anno successivo diventò una sezione dell'Argyle Athletic Club. L'appellativo "The Pilgrims" affibbiato al club deriva dal gruppo religioso britannico che nel 1620 lasciò Plymouth alla volta del Nuovo Mondo; difatti lo stemma della squadra riporta l'immagine di un'imbarcazione, il Mayflower, che condusse i padri pellegrini negli odierni Stati Uniti d'America. La città di Plymouth è la più grande in Inghilterra a non aver mai avuto una squadra che abbia disputato il massimo campionato di calcio inglese, primato condiviso con l'Hull City fino al 2008, anno in cui i Tigers conquistarono la loro prima storica promozione in Premier League.
Il Plymouth Argyle divenne una squadra professionistica nel 1903 entrando a far parte della Southern League (vinta nel 1913), passando alla Football League nel 1920, subito dopo la prima guerra mondiale. Diventando uno dei fondatori della Third Division, detiene il sorprendente record di sei secondi posti consecutivi fra il 1922 e il 1927, senza mai centrare la promozione.
Seguirono alla striscia record un terzo e un quarto posto fino alla tanto sospirata promozione in Second Division nel 1930. Per tutti gli anni trenta rimase in Second Division, con un buon quarto posto nel 1932. Durante la seconda guerra mondiale lo stadio dell'Home Park venne distrutto dai bombardamenti tedeschi.
Retrocesso nel 1950, vinse due anni dopo il campionato di Third Division tornando a giocare per altre quattro stagioni in Second Division, sfiorando nel 1953 la clamorosa doppia promozione con un quarto posto.
Nel 1959 vinsero per la loro terza volta il campionato di Third Division, il primo dopo l'unificazione, grazie anche ai gol di Wilf Carter, uno dei più prolifici attaccanti della storia del club, secondo solo a Sammy Black (185 gol fra il 1924 ed il 1938).
Dopo l'illusione del quinto posto nel 1962, vi fu un'altra retrocessione nel 1968 e per vent'anni la squadra rimase in Third Division, tranne la breve permanenza in Second nel biennio 1975-1977 restarono in Second Division nel 1992, che a causa della riforma del campionato inglese, diventava di fatto la terza serie.
Il punto più basso della storia del club è stato toccato a cavallo fra XX e XXI secolo: la prima retrocessione in quarta serie risale al 1995, seguita subito da una promozione e quindi di nuovo in quarta serie fra il 1998 e il 2002.
Il tifoso più celebre dei "Pilgrims" fu probabilmente Michael Foot esponente di spicco del Partito Laburista e ministro del lavoro negli anni settanta. Nel 2003, in occasione del novantesimo compleanno dell'ex leader, la società decise di registrare Foot come giocatore assegnandogli la maglia numero 90.
Foot non scese mai in campo ma venne inserito nella rosa ed ebbe la propria scheda nel sito ufficiale della squadra.
Nel 2004 la squadra è stata di nuovo promossa alla seconda divisione inglese, ora denominata Football League Championship, dalla quale retrocede al termine della stagione 2009-10.
Nella stagione successiva, il club si è trovato in gravi situazioni economiche e per questo non è riuscito ad allestire un organico in grado di competere per i primi posti della Football League One, ma la stagione 2010-11 è terminata con una deludente retrocessione in Football League Two, la quarta serie del calcio inglese. All'inizio fatica ma, dopo l'esonero di Peter Reid e la presa di allenatore del centrocampista Carl Fletcher alla decima giornata, il Plymouth vince in casa 2 a 0 sul Macclesfield, iniziando così la dura salita per la salvezza. Le giornate successive dimostrano un netto miglioramento della squadra di Fletcher che raccoglie punti per la salvezza e vede l'avvento di un nuovo proprietario, James Brent, pronto a salvare i Pilgrims dal fallimento e a rilanciarli nella Lega. La squadra viene di nuovo promossa in  League One nella stagione 2016-17 per poi essere di nuovo retrocessa nel 2018-19 e poi di nuovo promossa nella stagione 2019-20. Nella stagione 2022-23 l'Argyle vince il campionato e viene promossa in Championship, dove rimane fino alla retrocessione di nuovo in League One nella stagione 2024-25.

## Organigramma

### Staff amministrativo
- Presidente:  Simon Hallett
- Presidente delle Operazioni calcistiche:  David Fox
- Direttore Finanziario:  David Ray[2]

### Staff tecnico
- Allenatore:  Tom Cleverley
- Secondo Allenatore:  Damon Lathrope
- Allenatore portieri:  Darryl Flahavan
- Preparatore atletico:  Connor Derbidge
- Fisioterapista:  Gareth Law
- Osservatore:  Charlie Allen

## Allenatori
- 1903-1905  Frank Brettell
- 1905-1906  Bob Jack
- 1906-1910  Bill Fullerton
- 1910-1938  Bob Jack
- 1938-1948  Jack Tresadern
- 1948-1955  Jimmy Rae
- 1955-1961  Jack Rowley
- 1961  Neill Dougall
- 1961-1963  Ellis Stuttard
- 1963-1964  Andy Beattie
- 1964-1965  Malcolm Allison
- 1965-1968  Derek Ufton
- 1968-1970  Billy Bingham
- 1970-1972  Ellis Stuttard
- 1972-1977  Tony Waiters
- 1977-1978  Mike Kelly
- 1978  Lenny Lawrence (ad interim)
- 1978-1979  Malcolm Allison
- 1979-1981  Bobby Saxton
- 1981-1983  Bobby Moncur
- 1983-1984  Johnny Hore

- 1984-1988  Dave Smith
- 1988-1990  Ken Brown
- 1990  John Gregory (ad interim)
- 1990-1992  David Kemp
- 1991 Gordon Nisbet ed Alan Gillett (ad interim)
- 1992-1995  Peter Shilton
- 1995-  Steve McCall (ad interim)
- 1995-1997  Neil Warnock
- 1997-1998  Mick Jones
- 1998-2000  Kevin Hodges
- 2000  Kevin Summerfield (ad interim)
- 2000-2004  Paul Sturrock
- 2004  Kevin Summerfield (ad interim)
- 2004-2005  Bobby Williamson
- 2005  Jocky Scott (ad interim)
- 2005-2006  Tony Pulis
- 2006-2007  Ian Holloway
- 2007-2009  Paul Sturrock
- 2009-2010  Paul Mariner
- 2010-2011  Peter Reid
- 2011-2013  Carl Fletcher

- 2013-2015  John Sheridan
- 2015-2019  Derek Adams
- 2019-2021  Ryan Lowe
- 2021-2023  Steven Schumacher
- 2024  Ian Foster
- 2024  Wayne Rooney
- 2024-2025  Kevin Nancekivell (ad interim)
- 2025 Miron_Muslić
- 2025-2026Tom Cleverley

## Palmarès

### Competizioni nazionali
- Football League One: 2

2003-2004, 2022-2023
- Third Division: 1

1958-1959
- Third Division South: 2

1929–1930, 1951-1952
- Campionato inglese di quarta divisione: 1

2001-2002
- Southern League: 1

1912-1913

### Altri piazzamenti
- Coppa d'Inghilterra:

Semifinalista: 1983-1984
Quarti di finale: 2006-2007
- Coppa di Lega inglese:

Semifinalista: 1964-1965, 1973-1974
- Third Division:

Secondo posto: 1974-1975, 1985-1986
Terzo posto: 1993-1994
Vittoria play-off: 1995-1996
- Third Division South:

Secondo posto: 1921-1922, 1922-1923, 1923-1924, 1924-1925, 1925-1926, 1926-1927
Terzo posto: 1927-1928, 1957-1958
- Campionato inglese di quarta divisione:

Secondo posto: 2016-2017
Terzo posto: 2019-2020
Vittoria play-off: 1995-1996
Finalista play-off: 2015-2016
- Football League Trophy:

Finalista: 2022-2023

## Record

### Squadra
- Record di pubblico: 43.596, contro l'Aston Villa, Division 2, 10 ottobre 1936
- Massima vittoria in campionato: 8-1, contro il Millwall, Division 2, 16 gennaio 1932, e contro il Hartlepool United, Division 2, 7 maggio 1994
- Peggior sconfitta in campionato: 0-9 contro lo Stoke City, Division 2, 17 dicembre 1960
- Massima vittoria in Coppa: 6-0 contro il Corby Town, 3º turno di FA Cup. 22 gennaio 1966
- Peggior sconfitta in Coppa: 1-7 contro il Tottenham, replay del 1º turno di FA Cup, 19 gennaio 1910
- Record di punti in campionato (2 per la vittoria): 68, Division 3 South, campionato 1929-1930
- Record di punti in campionato (3 per la vittoria): 102, Division 3, campionato 2001-2002
- Record di gol in campionato: 107, Division 3 South, campionati 1925-1926 e 1951-1952
- Miglior cannoniere in una stagione: Jack Cock, 32 gol, Division 3 South, campionato 1926-1927
- Miglior cannoniere nella storia: Sammy Black, 185 gol, 1924-1938

### Individuali

#### Reti
|    | Giocatore      | Anni                | Gol |
| -- | -------------- | ------------------- | --- |
| 1  | Sammy Black    | 1924-1938           | 185 |
| 2  | Wilf Carter    | 1957-1964           | 148 |
| 3  | Tommy Tynan    | 1983-1985 1986-1990 | 144 |
| 4  | Jack Leslie    | 1921-1935           | 134 |
| 5  | Maurice Tadman | 1947-1955           | 113 |
| 6  | Jack Vidler    | 1928-1939           | 103 |
| 7  | Fred Burch     | 1907-1915           | 95  |
| 8  | Ray Bowden     | 1927-1933           | 87  |
| 9  | Kevin Hodges   | 1978-1992           | 86  |
| 10 | Mickey Evans   | 1991-1997 2001-2006 | 81  |

 Ibrahim Mzoughi 2013 2023

## Organico

### Rosa 2025-2026
| N. |                         | Ruolo | Calciatore        |
| -- | ----------------------- | ----- | ----------------- |
| 2  | Inghilterra (bandiera)  | D     | Bali Mumba        |
| 3  | Inghilterra (bandiera)  | D     | Nathanael Ogbeta  |
| 4  | Inghilterra (bandiera)  | C     | Jordan Houghton   |
| 5  | Spagna (bandiera)       | D     | Julio Pleguezuelo |
| 6  | Ungheria (bandiera)     | D     | Kornél Szűcs      |
| 7  | Paesi Bassi (bandiera)  | C     | Ibrahim Cissoko   |
| 8  | Inghilterra (bandiera)  | C     | Joe Edwards       |
| 9  | Scozia (bandiera)       | A     | Ryan Hardie       |
| 11 | Inghilterra (bandiera)  | C     | Callum Wright     |
| 14 | Irlanda (bandiera)      | A     | Michael Obafemi   |
| 15 | Sierra Leone (bandiera) | A     | Mustapha Bundu    |
| 16 | Scozia (bandiera)       | D     | Jack MacKenzie    |
| 17 | Inghilterra (bandiera)  | D     | Lewis Gibson      |
| 18 | Inghilterra (bandiera)  | C     | Darko Gyabi       |

| N. |                             | Ruolo | Calciatore       |
| -- | --------------------------- | ----- | ---------------- |
| 19 | Giamaica (bandiera)         | A     | Andre Gray       |
| 20 | Inghilterra (bandiera)      | C     | Adam Randell     |
| 21 | Irlanda del Nord (bandiera) | P     | Conor Hazard     |
| 22 | Zimbabwe (bandiera)         | D     | Brendan Galloway |
| 25 | Slovacchia (bandiera)       | P     | Marko Marosi     |
| 26 | Nigeria (bandiera)          | A     | Muhamed Tijani   |
| 27 | Inghilterra (bandiera)      | C     | Adam Forshaw     |
| 28 | Svezia (bandiera)           | C     | Rami Al Hajj     |
| 29 | Inghilterra (bandiera)      | D     | Matthew Sorinola |
| 31 | Inghilterra (bandiera)      | P     | Daniel Grimshaw  |
| 34 | Inghilterra (bandiera)      | C     | Caleb Roberts    |
| 35 | Galles (bandiera)           | A     | Freddie Issaka   |
| 44 | Islanda (bandiera)          | D     | Victor Pálsson   |

### Rosa 2024-2025
| N. |                         | Ruolo | Calciatore        |
| -- | ----------------------- | ----- | ----------------- |
| 2  | Inghilterra (bandiera)  | D     | Bali Mumba        |
| 3  | Inghilterra (bandiera)  | D     | Nathanael Ogbeta  |
| 4  | Inghilterra (bandiera)  | C     | Jordan Houghton   |
| 5  | Spagna (bandiera)       | D     | Julio Pleguezuelo |
| 6  | Ungheria (bandiera)     | D     | Kornél Szűcs      |
| 7  | Paesi Bassi (bandiera)  | C     | Ibrahim Cissoko   |
| 8  | Inghilterra (bandiera)  | C     | Joe Edwards       |
| 9  | Scozia (bandiera)       | A     | Ryan Hardie       |
| 11 | Inghilterra (bandiera)  | C     | Callum Wright     |
| 14 | Irlanda (bandiera)      | A     | Michael Obafemi   |
| 15 | Sierra Leone (bandiera) | A     | Mustapha Bundu    |
| 17 | Inghilterra (bandiera)  | D     | Lewis Gibson      |
| 18 | Inghilterra (bandiera)  | C     | Darko Gyabi       |

| N. |                             | Ruolo | Calciatore       |
| -- | --------------------------- | ----- | ---------------- |
| 19 | Giamaica (bandiera)         | A     | Andre Gray       |
| 20 | Inghilterra (bandiera)      | C     | Adam Randell     |
| 21 | Irlanda del Nord (bandiera) | P     | Conor Hazard     |
| 22 | Zimbabwe (bandiera)         | D     | Brendan Galloway |
| 25 | Slovacchia (bandiera)       | P     | Marko Marosi     |
| 26 | Nigeria (bandiera)          | A     | Muhamed Tijani   |
| 27 | Inghilterra (bandiera)      | C     | Adam Forshaw     |
| 28 | Svezia (bandiera)           | C     | Rami Al Hajj     |
| 29 | Inghilterra (bandiera)      | D     | Matthew Sorinola |
| 31 | Inghilterra (bandiera)      | P     | Daniel Grimshaw  |
| 34 | Inghilterra (bandiera)      | C     | Caleb Roberts    |
| 35 | Galles (bandiera)           | A     | Freddie Issaka   |
| 44 | Islanda (bandiera)          | D     | Victor Pálsson   |

### Rosa 2023-2024
| N. |                         | Ruolo | Calciatore          |
| -- | ----------------------- | ----- | ------------------- |
| 1  | Inghilterra (bandiera)  | P     | Michael Cooper      |
| 2  | Inghilterra (bandiera)  | D     | Bali Mumba          |
| 3  | Inghilterra (bandiera)  | D     | Macaulay Gillesphey |
| 4  | Inghilterra (bandiera)  | C     | Jordan Houghton     |
| 5  | Spagna (bandiera)       | D     | Julio Pleguezuelo   |
| 6  | Inghilterra (bandiera)  | D     | Dan Scarr           |
| 7  | Inghilterra (bandiera)  | C     | Matt Butcher        |
| 8  | Inghilterra (bandiera)  | C     | Joe Edwards         |
| 9  | Scozia (bandiera)       | A     | Ryan Hardie         |
| 10 | Inghilterra (bandiera)  | C     | Morgan Whittaker    |
| 11 | Inghilterra (bandiera)  | C     | Callum Wright       |
| 14 | Inghilterra (bandiera)  | C     | Mickel Miller       |
| 15 | Sierra Leone (bandiera) | A     | Mustapha Bundu      |
| 16 | Inghilterra (bandiera)  | C     | Lewis Warrington    |
| 16 | Inghilterra (bandiera)  | C     | Alfie Devine        |

| N. |                             | Ruolo | Calciatore          |
| -- | --------------------------- | ----- | ------------------- |
| 17 | Inghilterra (bandiera)      | D     | Lewis Gibson        |
| 18 | Irlanda (bandiera)          | C     | Finn Azaz           |
| 19 | Irlanda (bandiera)          | C     | Tyreik Wright       |
| 20 | Inghilterra (bandiera)      | C     | Adam Randell        |
| 21 | Irlanda del Nord (bandiera) | P     | Conor Hazard        |
| 22 | Zimbabwe (bandiera)         | D     | Brendan Galloway    |
| 23 | Nuova Zelanda (bandiera)    | A     | Ben Waine           |
| 24 | Inghilterra (bandiera)      | D     | Saxon Earley        |
| 25 | Inghilterra (bandiera)      | P     | Callum Burton       |
| 28 | Inghilterra (bandiera)      | C     | Luke Cundle         |
| 29 | Irlanda (bandiera)          | C     | Kaine Kesler-Hayden |
| 33 | Inghilterra (bandiera)      | P     | Zak Baker           |
| 35 | Galles (bandiera)           | A     | Freddie Issaka      |
|    | Inghilterra (bandiera)      | C     | Caleb Roberts       |

### Rosa 2022-2023
| N. |                        | Ruolo | Calciatore          |
| -- | ---------------------- | ----- | ------------------- |
| 1  | Inghilterra (bandiera) | P     | Michael Cooper      |
| 2  | Inghilterra (bandiera) | D     | James Bolton        |
| 3  | Inghilterra (bandiera) | D     | Macaulay Gillesphey |
| 4  | Inghilterra (bandiera) | C     | Jordan Houghton     |
| 5  | Galles (bandiera)      | D     | James Wilson        |
| 6  | Inghilterra (bandiera) | D     | Dan Scarr           |
| 7  | Galles (bandiera)      | C     | Ryan Broom          |
| 8  | Inghilterra (bandiera) | C     | Joe Edwards         |
| 9  | Scozia (bandiera)      | A     | Ryan Hardie         |
| 10 | Inghilterra (bandiera) | C     | Danny Mayor         |
| 11 | Inghilterra (bandiera) | A     | Niall Ennis         |
| 14 | Inghilterra (bandiera) | C     | Mickel Miller       |
| 15 | Inghilterra (bandiera) | C     | Conor Grant         |
| 16 | Inghilterra (bandiera) | A     | Sam Cosgrove        |

| N. |                          | Ruolo | Calciatore          |
| -- | ------------------------ | ----- | ------------------- |
| 17 | Inghilterra (bandiera)   | D     | Bali Mumba          |
| 18 | Irlanda (bandiera)       | C     | Finn Azaz           |
| 20 | Inghilterra (bandiera)   | C     | Adam Randell        |
| 22 | Zimbabwe (bandiera)      | D     | Brendan Galloway    |
| 23 | Nuova Zelanda (bandiera) | A     | Ben Waine           |
| 24 | Inghilterra (bandiera)   | D     | Saxon Earley        |
| 25 | Inghilterra (bandiera)   | P     | Callum Burton       |
| 26 | Inghilterra (bandiera)   | C     | Callum Wright       |
| 27 | Inghilterra (bandiera)   | D     | Ryan Law            |
| 28 | Inghilterra (bandiera)   | C     | Jay Matete          |
| 29 | Irlanda (bandiera)       | C     | Tyreik Wright       |
| 32 | Inghilterra (bandiera)   | P     | Adam Parkes         |
| 43 | Inghilterra (bandiera)   | D     | Oscar Halls         |
| 44 | Galles (bandiera)        | C     | Will Jenkins-Davies |

### Rosa 2021-2022
| N. |                        | Ruolo | Calciatore          |
| -- | ---------------------- | ----- | ------------------- |
| 1  | Inghilterra (bandiera) | P     | Michael Cooper      |
| 2  | Inghilterra (bandiera) | D     | Kelland Watts       |
| 3  | Inghilterra (bandiera) | D     | Macaulay Gillesphey |
| 4  | Inghilterra (bandiera) | C     | Jordan Houghton     |
| 5  | Galles (bandiera)      | D     | James Wilson        |
| 6  | Inghilterra (bandiera) | D     | Dan Scarr           |
| 7  | Galles (bandiera)      | C     | Ryan Broom          |
| 8  | Inghilterra (bandiera) | C     | Joe Edwards         |
| 9  | Scozia (bandiera)      | A     | Ryan Hardie         |
| 10 | Inghilterra (bandiera) | C     | Danny Mayor         |
| 11 | Inghilterra (bandiera) | A     | Niall Ennis         |
| 14 | Inghilterra (bandiera) | C     | Jordon Garrick      |
| 15 | Inghilterra (bandiera) | C     | Conor Grant         |

| N. |                          | Ruolo | Calciatore       |
| -- | ------------------------ | ----- | ---------------- |
| 16 | Inghilterra (bandiera)   | C     | Alfie Lewis      |
| 20 | Inghilterra (bandiera)   | C     | Adam Randell     |
| 22 | Zimbabwe (bandiera)      | D     | Brendan Galloway |
| 23 | Inghilterra (bandiera)   | P     | Luke McCormick   |
| 25 | Inghilterra (bandiera)   | P     | Callum Burton    |
| 27 | Inghilterra (bandiera)   | D     | Ryan Law         |
| 28 | Guinea-Bissau (bandiera) | C     | Panutche Camará  |
| 31 | Galles (bandiera)        | A     | Luke Jephcott    |
| 32 | Inghilterra (bandiera)   | C     | George Cooper    |
| 33 | Inghilterra (bandiera)   | D     | Romoney Crichlow |
| 41 | Inghilterra (bandiera)   | D     | Ollie Tomlinson  |
| 42 | Inghilterra (bandiera)   | A     | Rhys Shirley     |

### Rosa 2020-2021
| N. |                        | Ruolo | Calciatore     |
| -- | ---------------------- | ----- | -------------- |
| 1  | Inghilterra (bandiera) | P     | Michael Cooper |
| 2  | Inghilterra (bandiera) | D     | Kelland Watts  |
| 3  | Inghilterra (bandiera) | D     | Gary Sawyer    |
| 4  | Inghilterra (bandiera) | D     | Will Aimson    |
| 5  | Galles (bandiera)      | D     | James Wilson   |
| 6  | Irlanda (bandiera)     | C     | Niall Canavan  |
| 7  | Inghilterra (bandiera) | A     | Frank Nouble   |
| 8  | Inghilterra (bandiera) | C     | Joe Edwards    |
| 9  | Scozia (bandiera)      | A     | Ryan Hardie    |
| 10 | Inghilterra (bandiera) | C     | Danny Mayor    |
| 11 | Inghilterra (bandiera) | A     | Dom Telford    |
| 14 | Inghilterra (bandiera) | C     | Moses Makasi   |
| 15 | Inghilterra (bandiera) | D     | Sonny Bradley  |
| 16 | Scozia (bandiera)      | C     | Lewis Macleod  |
| 17 | Inghilterra (bandiera) | C     | Byron Moore    |

| N. |                          | Ruolo | Calciatore      |
| -- | ------------------------ | ----- | --------------- |
| 18 | Inghilterra (bandiera)   | C     | Tyrese Fornah   |
| 19 | Grecia (bandiera)        | A     | Klajdi Lolos    |
| 22 | Inghilterra (bandiera)   | D     | Adam Lewis      |
| 23 | Inghilterra (bandiera)   | P     | Luke McCormick  |
| 24 | Inghilterra (bandiera)   | D     | Jerome Opoku    |
| 26 | Scozia (bandiera)        | P     | Jack Ruddy      |
| 27 | Inghilterra (bandiera)   | D     | Ryan Law        |
| 28 | Guinea-Bissau (bandiera) | C     | Panutche Camará |
| 29 | Inghilterra (bandiera)   | A     | Timmy Abraham   |
| 31 | Galles (bandiera)        | A     | Luke Jephcott   |
| 32 | Inghilterra (bandiera)   | C     | George Cooper   |
| 41 | Inghilterra (bandiera)   | D     | Ollie Tomlinson |
| 42 | Inghilterra (bandiera)   | D     | Jarvis Cleal    |
|    | Inghilterra (bandiera)   | A     | Rubin Wilson    |

### Rosa 2019-2020
| N. |                        | Ruolo | Calciatore      |
| -- | ---------------------- | ----- | --------------- |
| 1  | Inghilterra (bandiera) | P     | Matt Macey      |
| 2  | Inghilterra (bandiera) | D     | Joe Riley       |
| 3  | Inghilterra (bandiera) | D     | Gary Sawyer     |
| 4  | Camerun (bandiera)     | D     | Yann Songo'o    |
| 5  | Inghilterra (bandiera) | D     | Ryan Edwards    |
| 6  | Scozia (bandiera)      | C     | Jamie Ness      |
| 7  | Inghilterra (bandiera) | C     | Antoni Sarcevic |
| 8  | Inghilterra (bandiera) | C     | David Fox       |
| 9  | Inghilterra (bandiera) | A     | Ryan Taylor     |
| 10 | Irlanda (bandiera)     | C     | Graham Carey    |
| 11 | Portogallo (bandiera)  | C     | Rúben Lameiras  |
| 13 | Inghilterra (bandiera) | A     | Nathan Blissett |
| 14 | Inghilterra (bandiera) | C     | Moses Makasi    |
| 15 | Inghilterra (bandiera) | D     | Sonny Bradley   |

| N. |                        | Ruolo | Calciatore       |
| -- | ---------------------- | ----- | ---------------- |
| 16 | Giamaica (bandiera)    | C     | Joel Grant       |
| 17 | Inghilterra (bandiera) | C     | Lionel Ainsworth |
| 18 | Inghilterra (bandiera) | A     | Calum Dyson      |
| 19 | Nigeria (bandiera)     | A     | Freddie Ladapo   |
| 20 | Rep. Ceca (bandiera)   | D     | Jakub Sokolík    |
| 22 | Inghilterra (bandiera) | D     | Zak Vyner        |
| 23 | Inghilterra (bandiera) | P     | Luke McCormick   |
| 24 | Scozia (bandiera)      | D     | Peter Grant      |
| 25 | Galles (bandiera)      | P     | Kyle Letheren    |
| 27 | Inghilterra (bandiera) | A     | Alex Fletcher    |
| 28 | Inghilterra (bandiera) | D     | Callum Rose      |
| 31 | Inghilterra (bandiera) | P     | Michael Cooper   |
| 34 | Inghilterra (bandiera) | P     | Remi Matthews    |
|    | Inghilterra (bandiera) | D     | Jordan Bentley   |

### Rosa 2018-2019
| N. |                        | Ruolo | Calciatore      |
| -- | ---------------------- | ----- | --------------- |
| 1  | Inghilterra (bandiera) | P     | Matt Macey      |
| 2  | Inghilterra (bandiera) | D     | Joe Riley       |
| 3  | Inghilterra (bandiera) | D     | Gary Sawyer     |
| 4  | Camerun (bandiera)     | D     | Yann Songo'o    |
| 5  | Inghilterra (bandiera) | D     | Ryan Edwards    |
| 6  | Scozia (bandiera)      | C     | Jamie Ness      |
| 7  | Inghilterra (bandiera) | C     | Antoni Sarcevic |
| 8  | Inghilterra (bandiera) | C     | David Fox       |
| 9  | Inghilterra (bandiera) | A     | Ryan Taylor     |
| 10 | Irlanda (bandiera)     | C     | Graham Carey    |
| 11 | Portogallo (bandiera)  | C     | Rúben Lameiras  |
| 13 | Inghilterra (bandiera) | A     | Nathan Blissett |
| 14 | Inghilterra (bandiera) | C     | Moses Makasi    |
| 15 | Inghilterra (bandiera) | D     | Sonny Bradley   |

| N. |                        | Ruolo | Calciatore       |
| -- | ---------------------- | ----- | ---------------- |
| 16 | Giamaica (bandiera)    | C     | Joel Grant       |
| 17 | Inghilterra (bandiera) | C     | Lionel Ainsworth |
| 18 | Inghilterra (bandiera) | A     | Calum Dyson      |
| 19 | Nigeria (bandiera)     | A     | Freddie Ladapo   |
| 20 | Rep. Ceca (bandiera)   | D     | Jakub Sokolík    |
| 22 | Inghilterra (bandiera) | D     | Zak Vyner        |
| 23 | Inghilterra (bandiera) | P     | Luke McCormick   |
| 24 | Scozia (bandiera)      | D     | Peter Grant      |
| 25 | Galles (bandiera)      | P     | Kyle Letheren    |
| 27 | Inghilterra (bandiera) | A     | Alex Fletcher    |
| 28 | Inghilterra (bandiera) | D     | Callum Rose      |
| 31 | Inghilterra (bandiera) | P     | Michael Cooper   |
| 34 | Inghilterra (bandiera) | P     | Remi Matthews    |
|    | Inghilterra (bandiera) | D     | Jordan Bentley   |

### Rosa 2017-2018
| N. |                        | Ruolo | Calciatore       |
| -- | ---------------------- | ----- | ---------------- |
| 1  | Paesi Bassi (bandiera) | P     | Robbert te Loeke |
| 2  | Scozia (bandiera)      | D     | Gary Miller      |
| 3  | Inghilterra (bandiera) | D     | Gary Sawyer      |
| 4  | Camerun (bandiera)     | D     | Yann Songo'o     |
| 5  | Inghilterra (bandiera) | D     | Ryan Edwards     |
| 6  | Scozia (bandiera)      | C     | Jamie Ness       |
| 7  | Inghilterra (bandiera) | C     | Antoni Sarcevic  |
| 8  | Inghilterra (bandiera) | C     | Lionel Ainsworth |
| 9  | Galles (bandiera)      | A     | Simon Church     |
| 10 | Irlanda (bandiera)     | C     | Graham Carey     |
| 11 | Portogallo (bandiera)  | C     | Rúben Lameiras   |
| 13 | Inghilterra (bandiera) | A     | Nathan Blissett  |
| 14 | Inghilterra (bandiera) | C     | Moses Makasi     |
| 15 | Inghilterra (bandiera) | D     | Sonny Bradley    |

| N. |                        | Ruolo | Calciatore            |
| -- | ---------------------- | ----- | --------------------- |
| 16 | Giamaica (bandiera)    | C     | Joel Grant            |
| 17 | Scozia (bandiera)      | D     | Aaron Taylor-Sinclair |
| 18 | Inghilterra (bandiera) | C     | Oscar Threlkeld       |
| 19 | Inghilterra (bandiera) | A     | Ryan Taylor           |
| 20 | Rep. Ceca (bandiera)   | D     | Jakub Sokolík         |
| 22 | Inghilterra (bandiera) | D     | Zak Vyner             |
| 23 | Inghilterra (bandiera) | P     | Luke McCormick        |
| 24 | Inghilterra (bandiera) | C     | David Fox             |
| 25 | Galles (bandiera)      | P     | Kyle Letheren         |
| 27 | Inghilterra (bandiera) | A     | Alex Fletcher         |
| 28 | Inghilterra (bandiera) | D     | Callum Rose           |
| 31 | Inghilterra (bandiera) | P     | Michael Cooper        |
| 34 | Inghilterra (bandiera) | P     | Remi Matthews         |
|    | Inghilterra (bandiera) | D     | Jordan Bentley        |

### Rosa 2016-2017
| N. |                        | Ruolo | Calciatore      |
| -- | ---------------------- | ----- | --------------- |
| 2  | Scozia (bandiera)      | D     | Gary Miller     |
| 3  | Inghilterra (bandiera) | D     | Gary Sawyer     |
| 4  | Camerun (bandiera)     | D     | Yann Songo'o    |
| 5  | Lettonia (bandiera)    | D     | Nauris Bulvītis |
| 6  | Irlanda (bandiera)     | C     | Connor Smith    |
| 7  | Inghilterra (bandiera) | A     | Antoni Sarcevic |
| 8  | Inghilterra (bandiera) | A     | Jordan Slew     |
| 9  | Inghilterra (bandiera) | A     | Jimmy Spencer   |
| 10 | Irlanda (bandiera)     | C     | Graham Carey    |
| 11 | Inghilterra (bandiera) | A     | Ryan Donaldson  |
| 13 | Inghilterra (bandiera) | A     | Nathan Blissett |
| 14 | Inghilterra (bandiera) | A     | Jake Jervis     |
| 15 | Inghilterra (bandiera) | D     | Sonny Bradley   |

| N. |                        | Ruolo | Calciatore      |
| -- | ---------------------- | ----- | --------------- |
| 17 | Inghilterra (bandiera) | A     | Ryan Brunt      |
| 18 | Inghilterra (bandiera) | C     | Oscar Threlkeld |
| 19 | Inghilterra (bandiera) | A     | Ryan Taylor     |
| 21 | Francia (bandiera)     | P     | Vincent Dorel   |
| 22 | Inghilterra (bandiera) | C     | David Ijaha     |
| 23 | Inghilterra (bandiera) | P     | Luke McCormick  |
| 24 | Inghilterra (bandiera) | C     | David Fox       |
| 25 | Scozia (bandiera)      | P     | Marc McCallum   |
| 26 | Camerun (bandiera)     | A     | Arnold Garita   |
| 27 | Inghilterra (bandiera) | A     | Craig Tanner    |
| 31 | Rep. Ceca (bandiera)   | D     | Jakub Sokolik   |
| 33 | Scozia (bandiera)      | P     | Matty Kennedy   |

### Rosa 2015-2016
| N. |                        | Ruolo | Calciatore       |
| -- | ---------------------- | ----- | ---------------- |
| 2  | Inghilterra (bandiera) | C     | Kelvin Mellor    |
| 3  | Inghilterra (bandiera) | D     | Gary Sawyer      |
| 4  | Irlanda (bandiera)     | C     | Carl McHugh      |
| 5  | Inghilterra (bandiera) | D     | Curtis Nelson    |
| 6  | Inghilterra (bandiera) | D     | Peter Hartley    |
| 7  | Inghilterra (bandiera) | A     | Daniel Nardiello |
| 8  | Inghilterra (bandiera) | C     | Josh Simpson     |
| 9  | Inghilterra (bandiera) | A     | Reuben Reid      |
| 10 | Irlanda (bandiera)     | C     | Graham Carey     |
| 11 | Scozia (bandiera)      | C     | Gregg Wylde      |
| 14 | Inghilterra (bandiera) | A     | Jake Jervis      |
| 15 | Inghilterra (bandiera) | C     | Tyler Harvey     |

| N. |                             | Ruolo | Calciatore      |
| -- | --------------------------- | ----- | --------------- |
| 16 | Inghilterra (bandiera)      | D     | Ben Purrington  |
| 17 | Inghilterra (bandiera)      | A     | Ryan Brunt      |
| 19 | Giamaica (bandiera)         | A     | Jamille Matt    |
| 20 | Inghilterra (bandiera)      | C     | Hiram Boateng   |
| 21 | Inghilterra (bandiera)      | P     | James Bittner   |
| 23 | Inghilterra (bandiera)      | P     | Luke McCormick  |
| 24 | Irlanda del Nord (bandiera) | C     | Louis Rooney    |
| 27 | Inghilterra (bandiera)      | A     | Craig Tanner    |
| 28 | Scozia (bandiera)           | D     | Jordon Forster  |
| 31 | Francia (bandiera)          | P     | Vincent Dorel   |
| 32 | Inghilterra (bandiera)      | C     | Jordan Houghton |

### Rosa 2014-2015
| N. |                        | Ruolo | Calciatore       |
| -- | ---------------------- | ----- | ---------------- |
| 1  | Inghilterra (bandiera) | P     | James Bittner    |
| 2  | Inghilterra (bandiera) | C     | Kelvin Mellor    |
| 3  | Inghilterra (bandiera) | D     | Ben Purrington   |
| 4  | Inghilterra (bandiera) | C     | Lee Cox          |
| 5  | Inghilterra (bandiera) | D     | Curtis Nelson    |
| 6  | Inghilterra (bandiera) | C     | Oliver Norburn   |
| 7  | Inghilterra (bandiera) | A     | Lewis Alessandra |
| 8  | Inghilterra (bandiera) | C     | Jason Banton     |
| 9  | Inghilterra (bandiera) | A     | Reuben Reid      |
| 10 | Inghilterra (bandiera) | A     | Marvin Morgan    |
| 11 | Inghilterra (bandiera) | C     | Dominic Blizzard |
| 14 | Inghilterra (bandiera) | A     | Tyler Harvey     |

| N. |                        | Ruolo | Calciatore       |
| -- | ---------------------- | ----- | ---------------- |
| 15 | Inghilterra (bandiera) | C     | Paul Wotton      |
| 16 | Irlanda (bandiera)     | D     | Carl McHugh      |
| 17 | Galles (bandiera)      | C     | Alex Bray        |
| 18 | Inghilterra (bandiera) | A     | Tyler Harvey     |
| 19 | Inghilterra (bandiera) | C     | Nathan Thomas    |
| 22 | Inghilterra (bandiera) | A     | Deane Smalley    |
| 23 | Inghilterra (bandiera) | P     | Luke McCormick   |
| 24 | Inghilterra (bandiera) | C     | River Allen      |
| 25 | Inghilterra (bandiera) | D     | Aaron Bentley    |
| 28 | Irlanda (bandiera)     | D     | Anthony O'Connor |
| 29 | Inghilterra (bandiera) | D     | Peter Hartley    |

### Rosa 2013-2014
| N. |                        | Ruolo | Calciatore                 |
| -- | ---------------------- | ----- | -------------------------- |
| 1  | Inghilterra (bandiera) | P     | Jake Cole                  |
| 2  | Inghilterra (bandiera) | D     | Durrell Berry              |
| 3  | Inghilterra (bandiera) | D     | Andre Blackman             |
| 4  | Francia (bandiera)     | D     | Maxime Blanchard           |
| 5  | Inghilterra (bandiera) | D     | Guy Branston               |
| 6  | Irlanda (bandiera)     | C     | Conor Hourihane (Capitano) |
| 7  | Inghilterra (bandiera) | A     | Lewis Alessandra           |
| 8  | Benin (bandiera)       | C     | Romuald Boco               |
| 9  | Inghilterra (bandiera) | A     | Reuben Reid                |
| 10 | Grenada (bandiera)     | A     | Marvin Morgan              |
| 11 | Inghilterra (bandiera) | C     | Dominic Blizzard           |
| 14 | Inghilterra (bandiera) | C     | Luke Young                 |
| 15 | Inghilterra (bandiera) | C     | Paul Wotton                |

| N. |                        | Ruolo | Calciatore      |
| -- | ---------------------- | ----- | --------------- |
| 16 | Inghilterra (bandiera) | D     | Neal Trotman    |
| 17 | Inghilterra (bandiera) | D     | Curtis Nelson   |
| 18 | Inghilterra (bandiera) | A     | Tyler Harvey    |
| 20 | Algeria (bandiera)     | C     | Hamza Bencherif |
| 21 | Inghilterra (bandiera) | A     | Matt Lecointe   |
| 22 | Inghilterra (bandiera) | D     | Jamie Richards  |
| 23 | Inghilterra (bandiera) | P     | Luke McCormick  |
| 24 | Inghilterra (bandiera) | A     | Isaac Vassell   |
| 25 | Inghilterra (bandiera) | D     | Ben Purrington  |
| 26 | Inghilterra (bandiera) | A     | Tope Obadeyi    |
| 27 | Argentina (bandiera)   | C     | Andrés Gurrieri |
| 28 | Inghilterra (bandiera) | D     | Jamie Reckford  |
| 29 | Inghilterra (bandiera) | A     | Nick Chadwick   |

## Tifoseria

### Rivalità
Rivali storici del Plymouth sono l'Exeter City ed il Torquay United, due formazioni originarie del Devon, la stessa contea di provenienza dei Pilgrims. Tuttavia esistono anche altre rivalità, nella fattispecie con Bristol City, Bristol Rovers e Portsmouth.
A tal proposito Plymouth e Portsmouth danno vita al cosiddetto Dockyard Derby., ovverosia "Derby del Cantiere", in quanto entrambe le cittadine ospitano dei cantieri navali; nello specifico Portsmouth è sede del BAE Systems Maritime - Naval Ships, mentre Plymouth del Devonport Dockyard.